# کریگ هیگنت
کریگ هیگنت (انگلیسی: Craig Hignett؛ زادهٔ ۱۲ ژانویهٔ ۱۹۷۰) بازیکن فوتبال اهل بریتانیا است.
از باشگاه‌هایی که در آن بازی کرده‌است می‌توان به باشگاه فوتبال میدلزبرو، باشگاه فوتبال آبردین، باشگاه فوتبال لیدز یونایتد، باشگاه فوتبال کرو آلکساندرا، باشگاه فوتبال بارنزلی، باشگاه فوتبال بلکبرن روورز، باشگاه فوتبال هارتل پول یونایتد، باشگاه فوتبال آپولون لیماسول، باشگاه فوتبال لستر سیتی، باشگاه فوتبال کاونتری سیتی، باشگاه فوتبال لیورپول، و باشگاه فوتبال کرو آلکساندرا اشاره کرد.